# Controversy (single)
Controversy is een nummer van de Amerikaanse muzikant Prince. Het is de eerste single van zijn gelijknamige vierde studioalbum uit 1981. Op  2 september dat jaar werd het nummer wereldwijd op single uitgebracht.

## Achtergrond
Op "Controversy" probeert Prince iets braver te klinken dan voorheen, uit angst dat hij beroemder wordt vanwege zijn expliciete teksten in plaats van vanwege zijn muziek. De plaat gaat over de speculaties over Prince uit die tijd, zoals zijn seksualiteit, geslacht, religie en raciale achtergrond, en hoe de zanger al die nieuwsgierigheid naar hem niet kon begrijpen. In Prince thuisland de VS flopte de plaat in de Billboard Hot 100 met een 70e positie.  In Australië werd de 15e positie behaald en in Frankrijk de 52e. 
De plaat had het meeste succes in Nederland, waar de plaat door dj Ferry Maat regelmatig werd gedraaid in de Soulshow op de befaamde TROS donderdag op Hilversum 3 en werd een radiohit in de destijds drie landelijke hilijsten op de nationale publieke popzender. De plaat bereikte de 28e positie in zowel de Nederlandse Top 40 als de Nationale Hitparade en piekte op de 22e positie in de  TROS Top 50. In de Europese hitlijst op Hilversum  3, de TROS Europarade, werd géén notering behaald.
In België behaalde de plaat géén notering in zowel de voorloper van de Vlaamse Ultratop 50 als de Vlaamse Radio 2 Top 30. Ook in Wallonië werd géén notering behaald.
In de  sinds december 1999 jaarlijks uitgezonden NPO Radio 2 Top 2000 van de Nederlandse publieke radiozender NPO Radio 2, stond de plaat tot nu toe alleen in 2016 genoteerd op een 1378e positie.

## NPO Radio 2 Top 2000
Controversy stond alleen in 2016 in de NPO Radio 2 Top 2000, op plek 1378.